# Волошнівська сільська рада
Воло́шнівська сільська́ ра́да — колишній орган місцевого самоврядування в Роменському районі Сумської області. Адміністративний центр — село Волошнівка.

## Загальні відомості
- Населення ради: 728 осіб (станом на 2001 рік)

05.02.1965 Указом Президії Верховної Ради Української РСР передано Волошнівську, Новогребельську, Хоминцівську та Ярошівську сільради Срібнянського району Чернігівської області — до складу Роменського району Сумської області.

## Населені пункти
Сільській раді були підпорядковані населені пункти:
- с. Волошнівка

## Склад ради
Рада складалася з 15 депутатів та голови.
- Голова ради: Качмарський Іван Петрович
- Секретар ради: Качмарська Наталія Петрівна

### Керівний склад попередніх скликань
| Прізвище, ім'я, по батькові | Основні відомості                                                                                  | Дата обрання | Дата звільнення |
| --------------------------- | -------------------------------------------------------------------------------------------------- | ------------ | --------------- |
| Качмарський Іван Петрович   | Сільський голова, 1961 року народження, освіта вища, член Всеукраїнського об'єднання «Батьківщина» | 26.03.2006   | 31.10.2010      |
| Качмарський Іван Петрович   | Сільський голова, 1961 року народження, освіта вища, безпартійний                                  | 31.10.2010   |                 |

Примітка: таблиця складена за даними сайту Верховної Ради України